# Parathranites hexagonum
Parathranites hexagonum är en kräftdjursart som beskrevs av M. J. Rathbun 1906. Parathranites hexagonum ingår i släktet Parathranites och familjen simkrabbor. Inga underarter finns listade i Catalogue of Life.